# Karma (The Kolors)
Karma è un singolo del gruppo musicale italiano The Kolors, pubblicato il 3 maggio 2024.
Il video del brano vede la partecipazione di Fiorello.

## Descrizione
Il brano è stato utilizzato per lo spot pubblicitario del Cornetto Algida del 2024. In merito alla nascita del brano, Stash ha dichiarato:
Il brano è diventato Tormentone estivo del 2024.

## Video musicale
Il video, diretto dai YouNuts! e girato a piazza San Silvestro a Roma è stato pubblicato il 3 giugno 2024 sul canale YouTube del gruppo. Il video vede la partecipazione di Fiorello.

## Tracce
Testi di Antonio Fiordispino, Alessandro Fiordispino, Dario Iaculli, Davide Petrella, Kende, musiche di Lorenzo Santarelli, Marco Salvadori, Antonio Fiordispino, Alessandro Fiordispino, Dario Iaculli
Download digitale
1. Karma – 3:21

Download digitale – Amazon Music Original
1. Karma (Amazon Music Original) – 2:34

Download digitale – Gabry Ponte Remix
1. Karma (Gabry Ponte Remix) – 3:40

12"
1. Italodisco – 3:19
2. Italodisco (English Version) – 3:19
3. Karma – 3:21
4. Karma (Gabry Ponte Remix) – 3:40
5. Karma (Special version - half-tempo)

## Classifiche

### Classifiche settimanali
| Classifica (2024) | Posizione massima |
| ----------------- | ----------------- |
| Italia            | 17                |

### Classifiche di fine anno
| Classifica (2024) | Posizione |
| ----------------- | --------- |
| Italia            | 82        |